# Hail Caesar (singolo)
Hail Caesar è un singolo del gruppo musicale australiano AC/DC, pubblicato nel 1996 ed estratto dall'album Ballbreaker.

## Tracce
1. Hail Caesar – 5:14 (Angus Young, Malcolm Young)
2. Whiskey on the Rocks – 4:35 (A. Young, M. Young)
3. Whole Lotta Rosie (Live) – 4:44 (A. Young, M. Young, Bon Scott)

## Formazione
- Brian Johnson – voce
- Angus Young – chitarra
- Malcolm Young – chitarra
- Cliff Williams – basso
- Phil Rudd – batteria